# Pachyptila belcheri

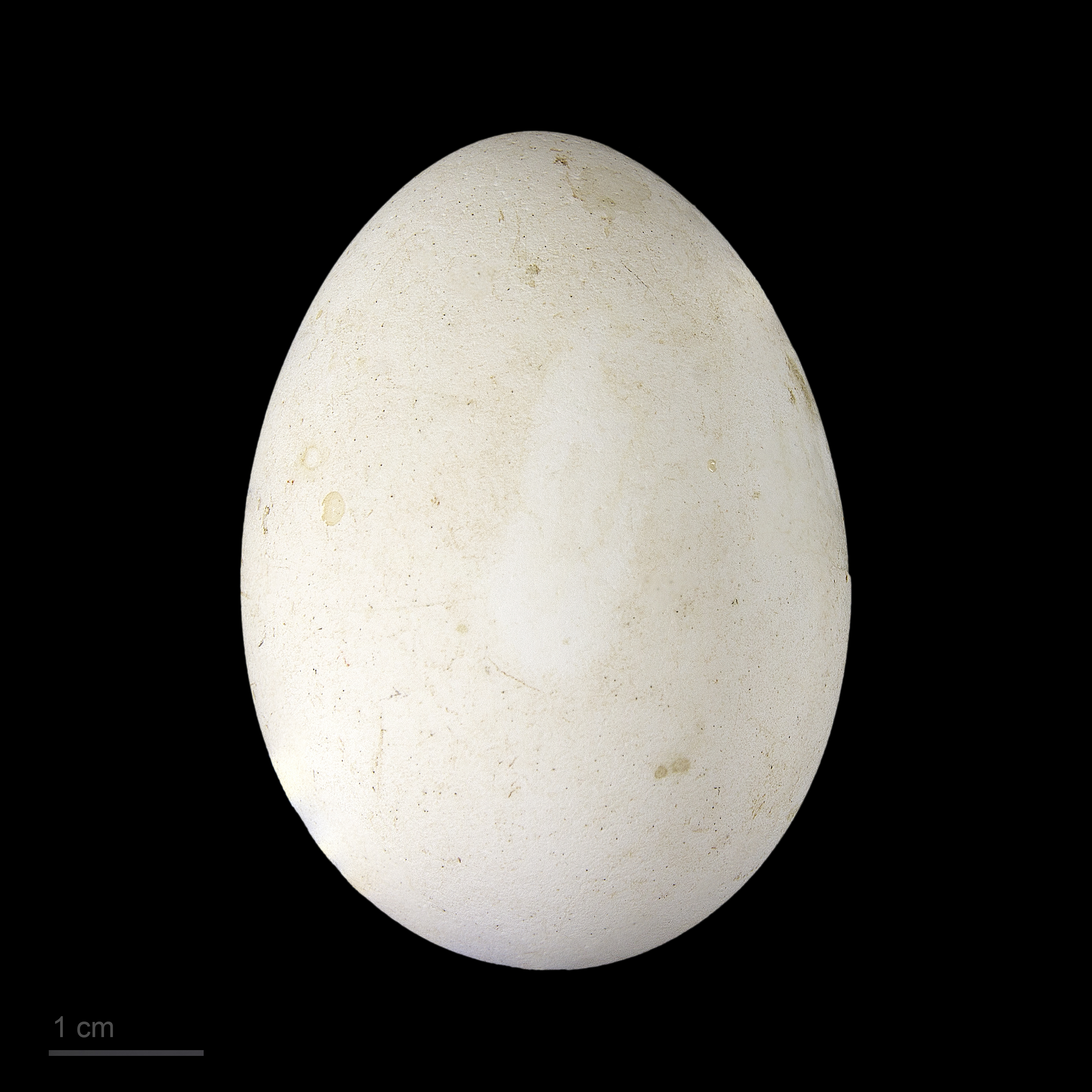
Trứng của chim Pachyptila belcheri

Pachyptila belcheri là một loài chim trong họ Procellariidae.
Loài chim này dành tất cả thời gian không phải mùa sinh sản của mình trên nước biển ở các đại dương phía nam. Khi sinh sản, xây tổ trên Quần đảo Crozet, Quần đảo Kerguelen, Quần đảo Falkland và Đảo Noir ngoài khơi bờ biển phía nam Chile.
Loài này có phạm vi rất lớn và dân số ước tính của chúng là 7.000.000, cho phép IUCN phân loại chúng là loài ít quan tâm.